# Juanjo Guarnido
Juan José (Juanjo) Guarnido, né en 1967 à Grenade, est un dessinateur de bandes dessinées espagnol.

## Biographie
Diplômé de la Faculté de beaux-arts de l'université de Grenade, Juanjo Guarnido participe à la conception de plusieurs fanzines et publie des illustrations pour les versions espagnoles des comic books Marvel publiés par Cómics Forum.
Il s'installe ensuite à Madrid et travaille au studio d'animation Lápiz Azul où il rencontre en 1990 Juan Díaz Canales, le futur scénariste de la série Blacksad.
En 1993, Guarnido est embauché chez Walt Disney Animation France à Montreuil. Il y travaille comme dessinateur de décors puis comme animateur. Il met à profit ses heures libres pour dessiner Quelque part entre les ombres (2000), premier album de la série Blacksad. Sa collaboration avec Canales se poursuit depuis, avec la sortie en 2021 d'Alors, tout tombe, sixième album de la série.
Le temps d'un one shot, Guarnido s'associe avec un autre scénariste : Alain Ayroles. Leur album Les Indes fourbes (2019) imagine la suite des aventures de Pablos de Ségovie, le protagoniste d'El Buscón (1626), un roman picaresque de Francisco de Quevedo ,.

## Œuvre

### Animation
- Décors dans Dingo et Max, 1995
- Décors dans Le Bossu de Notre-Dame, 1996
- Animation du personnage Hadès dans le dessin animé Hercule, 1995
- Dessin de la panthère Sabor et animation du père de Tarzan dans Tarzan, 1999
- Travail sur le personnage d'Helga dans Atlantide, l'empire perdu, 2001
- Travail sur le personnage de Chat-man dans Nocturna, la Nuit Magique, 2007
- Réalisateur du clip de Freak of the Week, du groupe Freak Kitchen, 2014

### Bandes dessinées
- Blacksad, scénario de Juan Díaz Canales, Dargaud

1. Quelque part entre les ombres, préface de Régis Loisel, 2000  (ISBN 2-205-04965-8)
2. Arctic-Nation, 2003  (ISBN 2-205-05199-7)
3. Âme Rouge, 2005  (ISBN 2-205-05564-X)
4. L'Enfer, le silence, 2010  (ISBN 978-2-205-06313-4)
5. Amarillo, 2013  (ISBN 978-2205-07180-1)
6. Alors, tout tombe - Première partie, 2021  (ISBN 978-2-205-07804-6) - Sélection officielle du Festival d'Angoulême 2022
7. Alors, tout tombe - Deuxième partie, 2023  (ISBN 978-2-205-08533-4)

Blacksad, les dessous de l'enquête, 2001  (ISBN 2-205-05290-X)
HS1. L'histoire des aquarelles, 2005  (ISBN 2-205-05810-X)
HS2. L'histoire des aquarelles - 2, 2010  (ISBN 978-2-205-06642-5)
- Sorcelleries, scénario de Teresa Valero, Dargaud

1. Le Ballet des mémés, 2008  (ISBN 978-2-205-06005-8)
2. Que la lumière soit fête !, 2008  (ISBN 978-2-205-06189-5)
3. Les jeux sont fées !, 2012  (ISBN 978-2-2050-6300-4)

- Voyageur, scénario de Pierre Boisserie et Éric Stalner, Glénat, collection Grafica
  - Couvertures de tous les albums de la série
  - 13. Omega, coscénario et dessins de Juanjo Guarnido, 2011  (ISBN 978-2-7234-6240-2)
- Les Indes fourbes, scénario de Alain Ayroles, couleur par Jean Bastide et Hermeline Janicot-Tixier, 2019, Delcourt[3]  (ISBN 978-2-7560-3573-4) - Sélection officielle Festival d'Angoulême 2020

### Tirage de luxe
- Les Indes fourbes, scénario de Alain Ayroles, co-édition Caurette/Black & White, 2019, 208 p.  (ISBN 979-10-96315-50-5)

## Prix et récompenses
- 2000 :
  -  Alph-Art coup de cœur pour Quelque part entre les ombres (avec Juan Díaz Canales)
- 2003 :  Prix Saint-Michel du meilleur auteur francophone pour Arctic Nation[4]
- 2004 : 
  -  Prix du dessin au festival d'Angoulême pour Arctic Nation
  -  Prix du Public au festival d'Angoulême (avec Juan Díaz Canales)
  -  Prix Virgin du meilleur album pour Arctic Nation (avec Juan Díaz Canales)[5]
- 2005 :  Prix Harvey du meilleur album original pour Blacksad t. 2 : Artic-Nation (avec Juan Díaz Canales)
- 2006 :
  -  Prix de la série au festival d'Angoulême pour Blacksad (avec Juan Díaz Canales)
  -  Prix Maurice-Petitdidier pour Âme rouge (avec Juan Díaz Canales)
- 2011 : 
  -  Grand Prix du festival de Solliès-Ville pour l'ensemble de son œuvre[6]
  -  Prix Eisner du meilleur peintre ou artiste multimédia pour Blacksad
  -  Prix Harvey de la meilleure édition américaine d'une œuvre étrangère pour Blacksad (avec Juan Díaz Canales)
  -  Prix Peng ! de la meilleure bande dessinée européenne pour Blacksad : L'Enfer, le silence (avec Juan Díaz Canales)
- 2013 : 
  -  Prix Eisner de la meilleure édition américaine d'une œuvre internationale (avec Juan Díaz Canales) et du meilleur peintre ou artiste multimédia pour Blacksad : L’Enfer, le silence
  -  Prix Harvey de la meilleure édition américaine d'une œuvre étrangère pour Blacksad : L’Enfer, le silence (avec Juan Díaz Canales)
- 2014 : Prix national de la bande dessinée pour Amarillo (avec Juan Díaz Canales)
- 2015 :
  -  Prix Eisner de la meilleure édition américaine d'une œuvre internationale pour Amarillo (avec Juan Díaz Canales)
  -  Prix Harvey de la meilleure édition américaine d'une œuvre étrangère pour Blacksad : Amarillo (avec Juan Díaz Canales)
  - Grand Prix d'Ajaccio, au festival de la BD d'Ajaccio pour Blacksad : Amarillo (avec Juan Díaz Canales)[7]
- 2019
  -  Prix Landerneau remis par Régis Loisel, pour Les Indes fourbes[8].
  -  Grand prix RTL de la bande dessinée pour Les Indes fourbes[9].
  -  Prix des libraires de bande dessinée pour Les Indes fourbes[10].
- 2023 :  Prix Eisner de la meilleure édition américaine d'une œuvre internationale pour Alors, tout tombe : Première Partie (avec Juan Díaz Canales)[11]
- 2024 :  Prix Eisner de la meilleure édition américaine d'une œuvre internationale pour Alors, tout tombe : Première Partie (avec Juan Díaz Canales)[12]